# Акі-Ота

34°34′36″ пн. ш. 132°13′37″ сх. д. / 34.57667° пн. ш. 132.22694° сх. д.
А́кі-О́та (яп. 安芸太田町, あきおおた, МФА: [akʲi oːta t͡ɕoː]) — містечко в Японії, в повіті Ямаґата префектури Хіросіма.

## Короткі відомості

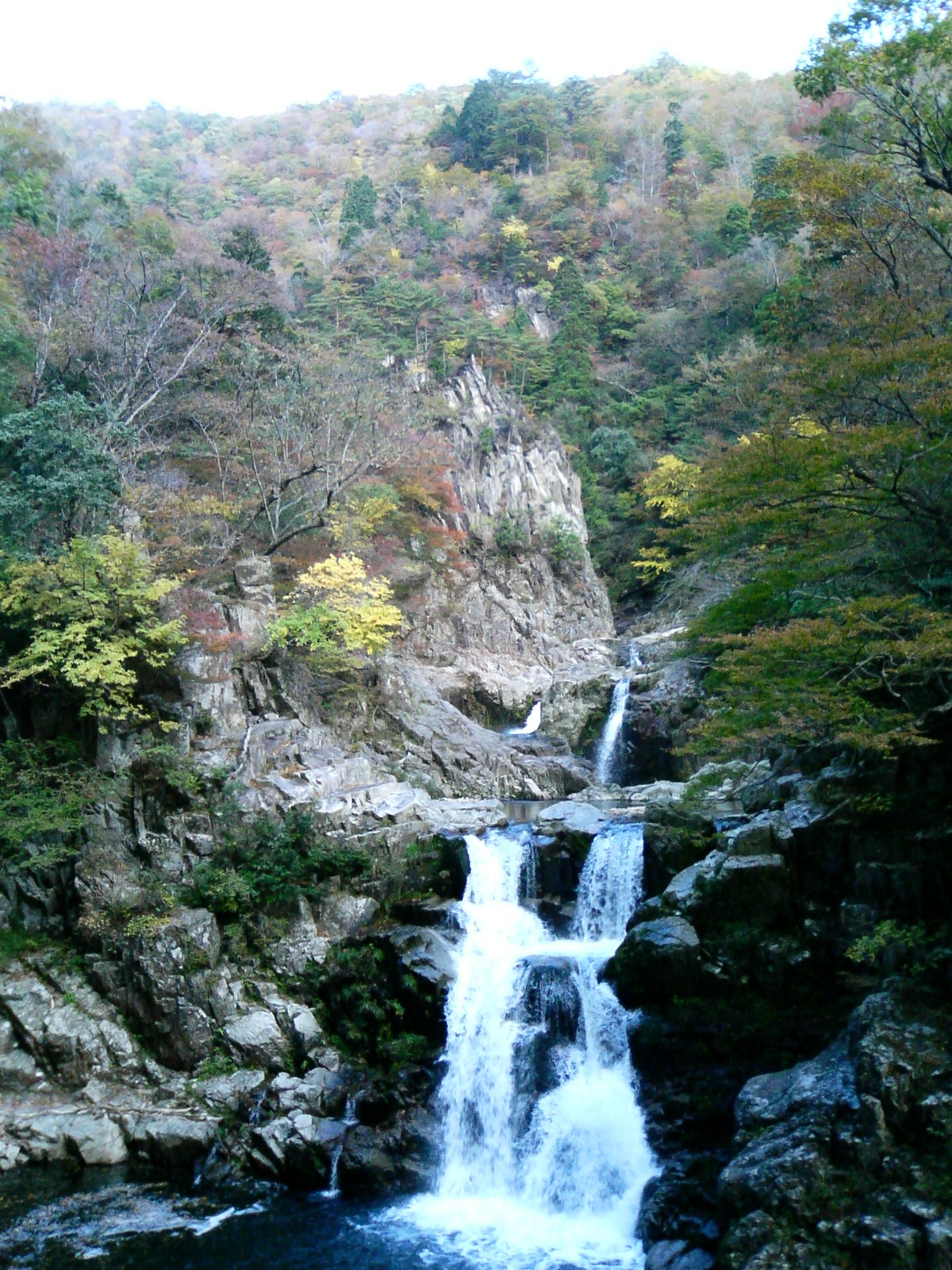
Водоспад ущелини Сандан

Акі-Ота розташована на заході префектури Хіросіма. Містечко було утворено 1 жовтня 2004 року шляхом об'єднання колишніх містечко Каке, Тоґоті, а також села Цуцуґа. На заході Акі-Таката межує з префектурою Сімане. Решта кордонів сполучається з населеними пунктами префектури Хіросіма.
Акі-Ота лежить в гористій місцевості, на території гірського пасма Тюґоку, в районі верхньої та середньої течії річки Ота. Більшу частину містечка займають ліси. Населення, в основному, проживає в долинах, вздовж річок. Через Акі-Оту проходять державні автошляхи № 186, № 191 і № 433, а також залізнична лінія Кабе компанії JR. В районі Тоґоті працює транспортна розв'язка автостради Тюґоку.
У 17 — 19 століттях між колишнім містечком Каке та Хіросімою існувало сполучення по річці Ота. Нею перевозили залізо, японський папір, вугілля. В ті часи була започаткована місцева лісодобувна промисловість — одна з провідних галузей господарства новітньої Акі-Оти.
Основою економіки містечка є сільське господарство і городництво. В басейні річки Ота працює декілька гідроелектростанцій.
Важливу роль в розвитку Акі-Оти грає туризм. Гості містечка часто відвідують гори Осоракан та Сінню, водоспади ущелини Сандан, ущелину Рюдзу та перевал Осіґатао. Восени туристи милуються червоними кленами, а взимку катаються на лижах. Пам'яткою природи Акі-Оти є 48-метрове дерево гінкго, розашоване в районі Камі-Цуцуґа, а пам'ятками культури — синтоїстські ритуальні танці каґура при святилищі Наґао і японський сад Йосімідзу.
Станом на 1 жовтня 2007 площа містечка становила 342,25 км². Станом на 1 червня 2011 населення містечка становило 7095 осіб.